# De Marie-Louise
De Marie-Louise is een Nederlandstalige single van de Belgische artiest Bart Kaëll uit 1989. Het nummer behoort tot de succesvolste en bekendste liedjes binnen zijn oeuvre.
De tekst van het nummer gaat over een boot genaamd Marie-Louise en haar bemanning. De single kwam in januari 1990 binnen in de Vlaamse hitparade en stond daarin tien weken genoteerd, met de 21ste plaats als hoogste positie. In de Vlaamse top 10 bereikte het nummer de vierde plaats.
De B-kant van de single was het liedje Rosie.
Het nummer verscheen op het album Bart Kaëll uit 1989.

## Meewerkende artiesten
- Producer:
  - Bert Candries
  - Roland Verlooven[5]
- Muzikanten:
  - Alain Van Zeveren (klavier)
  - Bart Kaëll (zang)
  - Dany Caen (backing vocals)
  - Eric Melaerts (gitaar)
  - Kris Wauters (backing vocals)
  - Yannick Fonderie (programmatie)
  - Yvan Brunetti (backing vocals)

## Notering in de Vlaamse hitparade
| Positie: | 40 | 34 | 29 | 21 | 24 | 26 | 29 | 29 | 32 | 34 | uit |